# Île de Sein
Het Île de Sein is een eiland voor de uiterste westkust van Bretagne, op acht kilometer van Pointe du Raz. De straat tussen beide heet Raz de Sein. Het eiland en enkele omliggende kleine eilandjes vormen het grondgebied van de gemeente Île-de-Sein. De Bretonse naam van het eiland is Enez Sun.
De visserij was steeds de belangrijkste economische activiteit van het eiland. In 1850 telde het eiland nog zo'n 500 inwoners. De zee rond het eiland staat bekend als gevaarlijk. Talrijke schepen vergingen rond het eiland. In 1866 stond het eiland door een vloedgolf drie dagen onder water. In de jaren daarna werd er dijken aangelegd om het eiland te beschermen tegen nieuwe overstromingen. Na de oproep van generaal De Gaulle op 18 juni 1940 trokken 128 vissers van het eiland naar Engeland om zich bij het Vrije Franse Leger te vervoegen. Van hen sneuvelden er 32 in de oorlog.

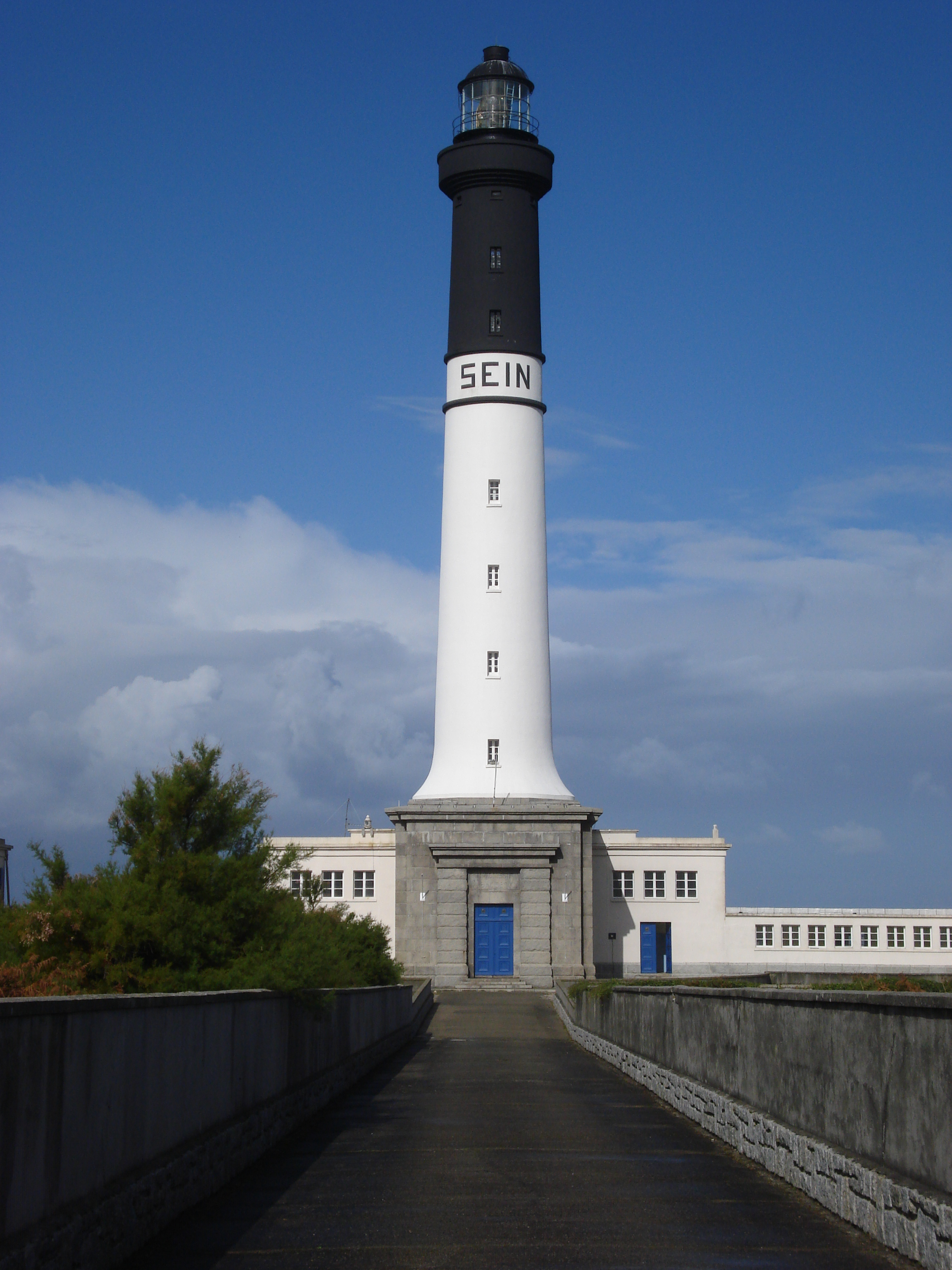
Grote vuurtoren
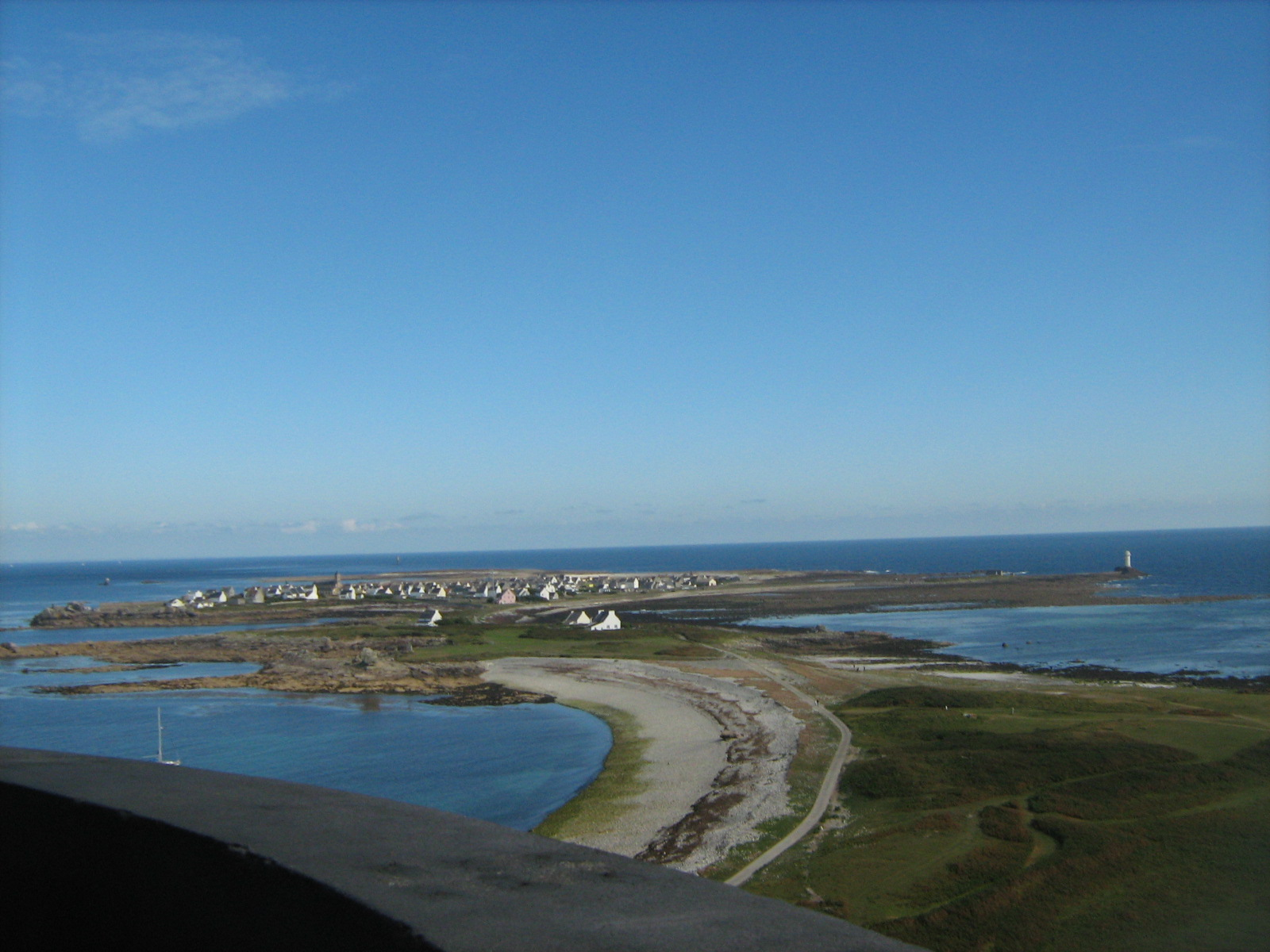
Uitzicht vanaf de vuurtoren
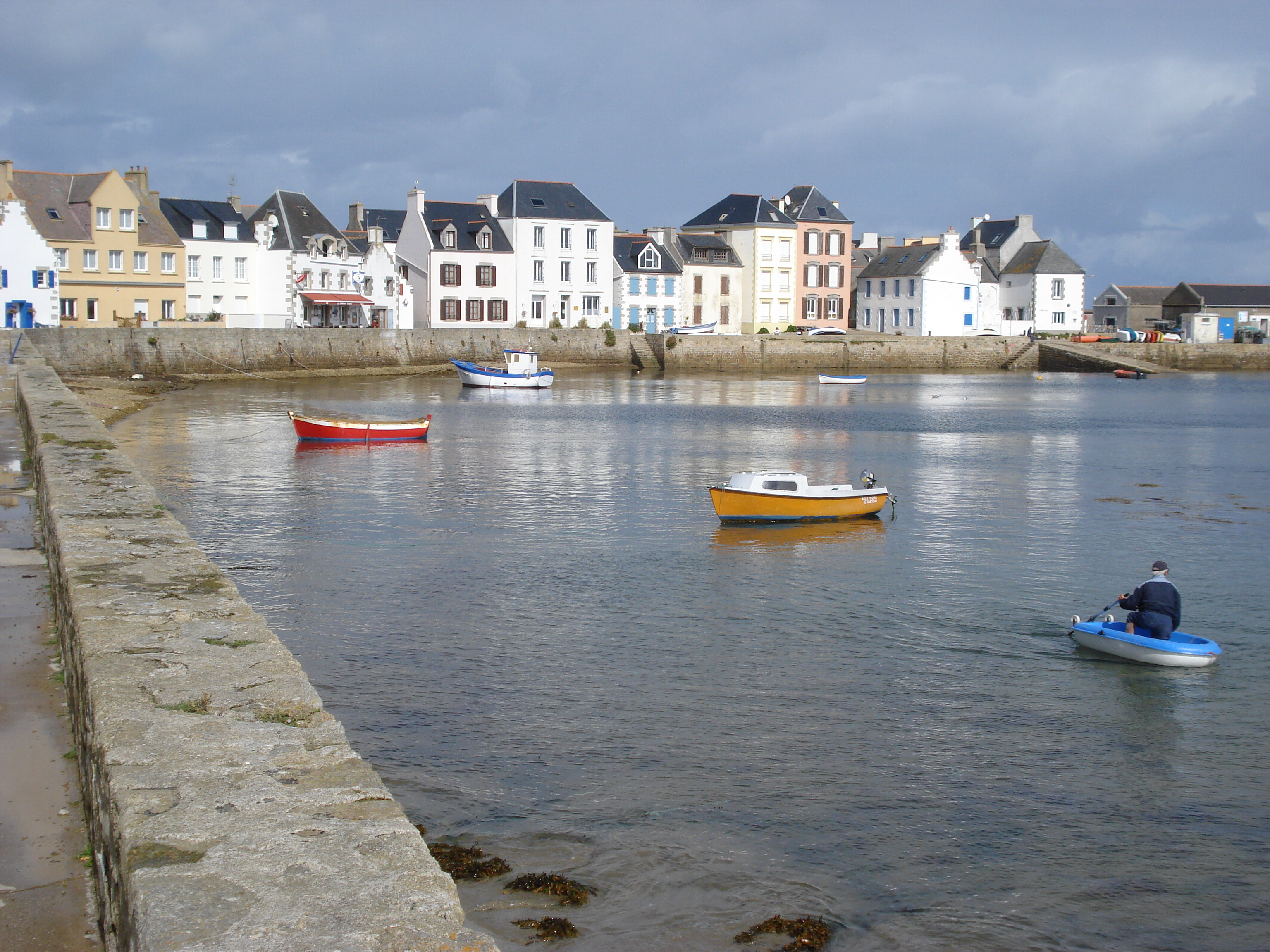
Haven
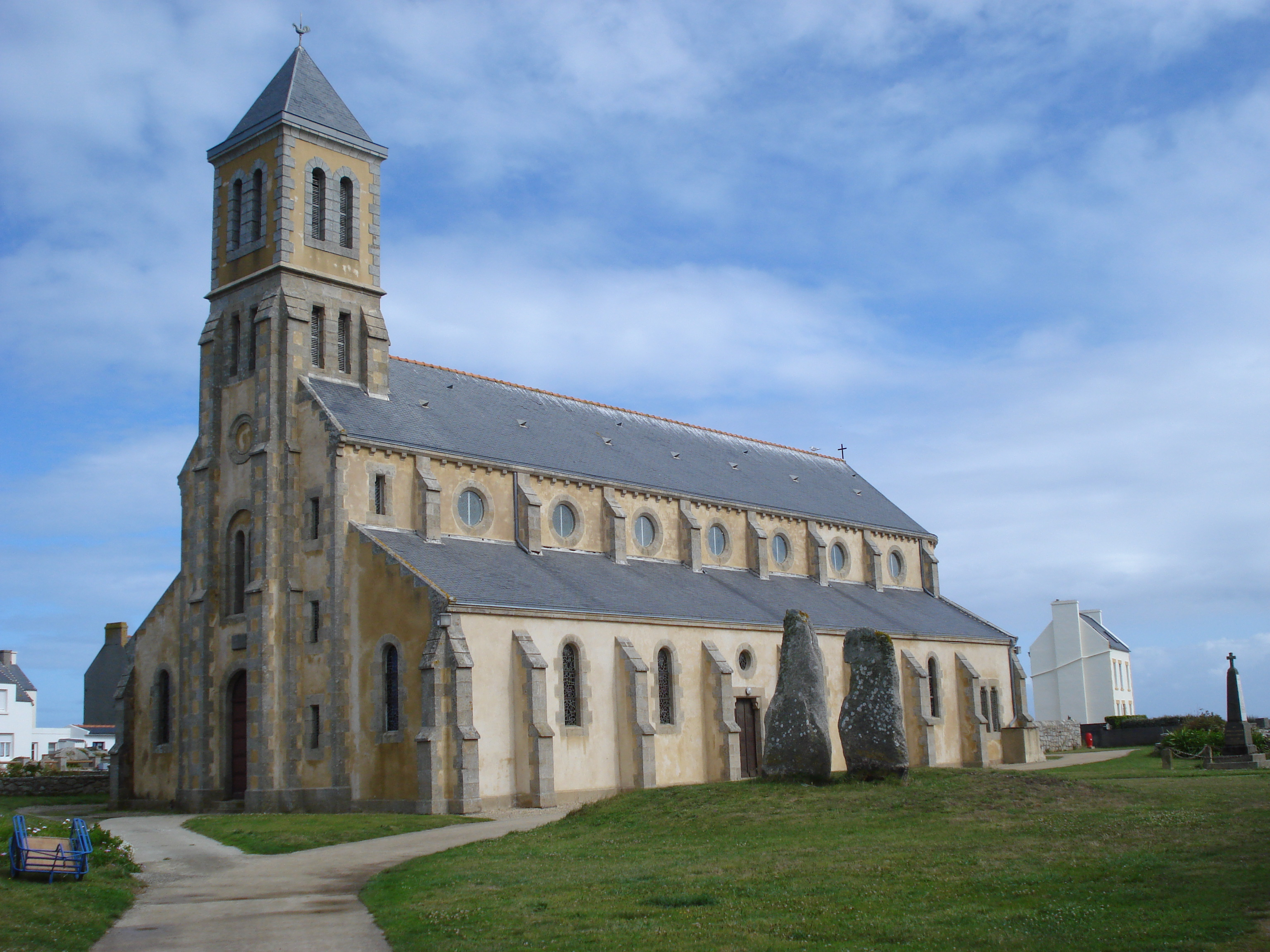
Église Saint-Guénolé

- Bibliothèque nationale de France: cb11946323m (data)
- Virtual International Authority File: 315133145